# Kung-fu urlo di morte
Kung-fu urlo di morte  è un film hongkonghese del 1970 diretto da Lung Chien.

## Trama
Tun-Shan è afflitto per avere ucciso involontariamente un avversario e non vuole più combattere. Allora, distrugge la sua spada. Nel frattempo Su-Chen, innamorata di lui, lo convince a ricominciare a combattere.